# Solenopsis overbecki
Solenopsis overbecki är en myrart som beskrevs av Hugo Viehmeyer 1916. Solenopsis overbecki ingår i släktet eldmyror, och familjen myror. Inga underarter finns listade i Catalogue of Life.